# Nguyễn Xuân Bao
Nguyễn Xuân Bao (sinh 1935) là nhà địa chất Việt Nam. Ông được nhiều người biết đến với công trình bản đồ địa chất miền Nam Việt Nam tỉ lệ 1:500.000, và chuẩn hóa bản đồ địa chất Việt Nam tỉ lệ 1:500.000 cùng với Trần Đức Lương, và các cộng sự khác.
Ông được Nhà nước Cộng hòa Xã hội Chủ nghĩa Việt Nam trao tặng nhiều Huy chương, Huân chương. Năm 1975, ông được trao Huy chương Chiến thắng. Năm 1984, Huân chương Chống Mỹ cứu nước hạng nhất. Năm 1985 ông được trao tặng danh hiệu Anh hùng lao động và Huân chương lao động hạng I. Huy chương Vì sự nghiệp Khoa học và Công nghệ; Huy chương vì sự nghiệp Địa chất năm 1995.

## Tiểu sử
Ông sinh năm 1935 tại Huế trong một gia đình quan lại, bố giữ chức Lang trung và tá lý Bộ Lại của triều đình Huế trước tháng 8 năm 1945. Tuy nhiên, nguyên quán ông thuộc thị xã Điện Bàn, tỉnh Quảng Nam.
Sau Hiệp định Genève ông tập kết ra Bắc tham gia lớp sơ cấp địa chất đầu tiên của Việt Nam. Năm 1957 ông đỗ vào khoa Mỏ-Luyện kim, Đại học Bách khoa Hà Nội. Sau khi tốt nghiệp ông công tác tại đoàn Bản đồ địa chất 20, cùng với các đồng nghiệp như Bùi Phú Mỹ và A.E. Đojikov.